# Coma Rage
Coma Rage è il quarto album della band heavy metal Viper, pubblicato nel 1995 dalla Roadrunner Records.

## Tracce
1. Coma Rage – 2:54
2. Straight Ahead – 4:11
3. Somebody Told Me You're Dead – 2:30
4. Makin' Love – 4:16
5. Blast! – 2:21
6. God Machine – 3:04
7. Far and Near – 3:16
8. The Last Song – 4:04
9. If I Die by Hate – 3:34
10. Day Before – 2:43
11. 405 South – 1:15
12. A Face in the Crowd – 3:51
13. I Fought the Law (cover Sonny Curtis) – 2:17
14. Keep the Words – 4:16

## Formazione
- Pit Passarell - voce e basso
- Yves Passarell - chitarra
- Felipe Machado - chitarra
- Renato Graccia - batteria